# Blow (Unternehmen)
K.K. Blow (jap. 株式会社ブロー, Kabushiki kaisha Burō), auch Dream Factory Blow genannt, ist ein in Sagamihara ansässiger Hersteller von Automobil- und Motorradzubehör und Fahrzeugtuner.
Neben Transportboxen, Surfbrettern und Sitzen werden auch japanische Kleinwagen gebaut. Diese sind in Optik alter US-Vans und -Pickups. Ein Modell ist beispielsweise der High Rider Pickup 660 mit 64 PS. Außerdem wird der Kastenwagen Toyota Hiace im Nostalgie-Stil  des Dodge A-100 umgebaut, dieses Modell nennt sich Papa Rider, hat 117 PS und entstand in Zusammenarbeit mit dem Camping-Spezialisten der Toy Factory.